# Carlos Aníbal Altamirano Argüello

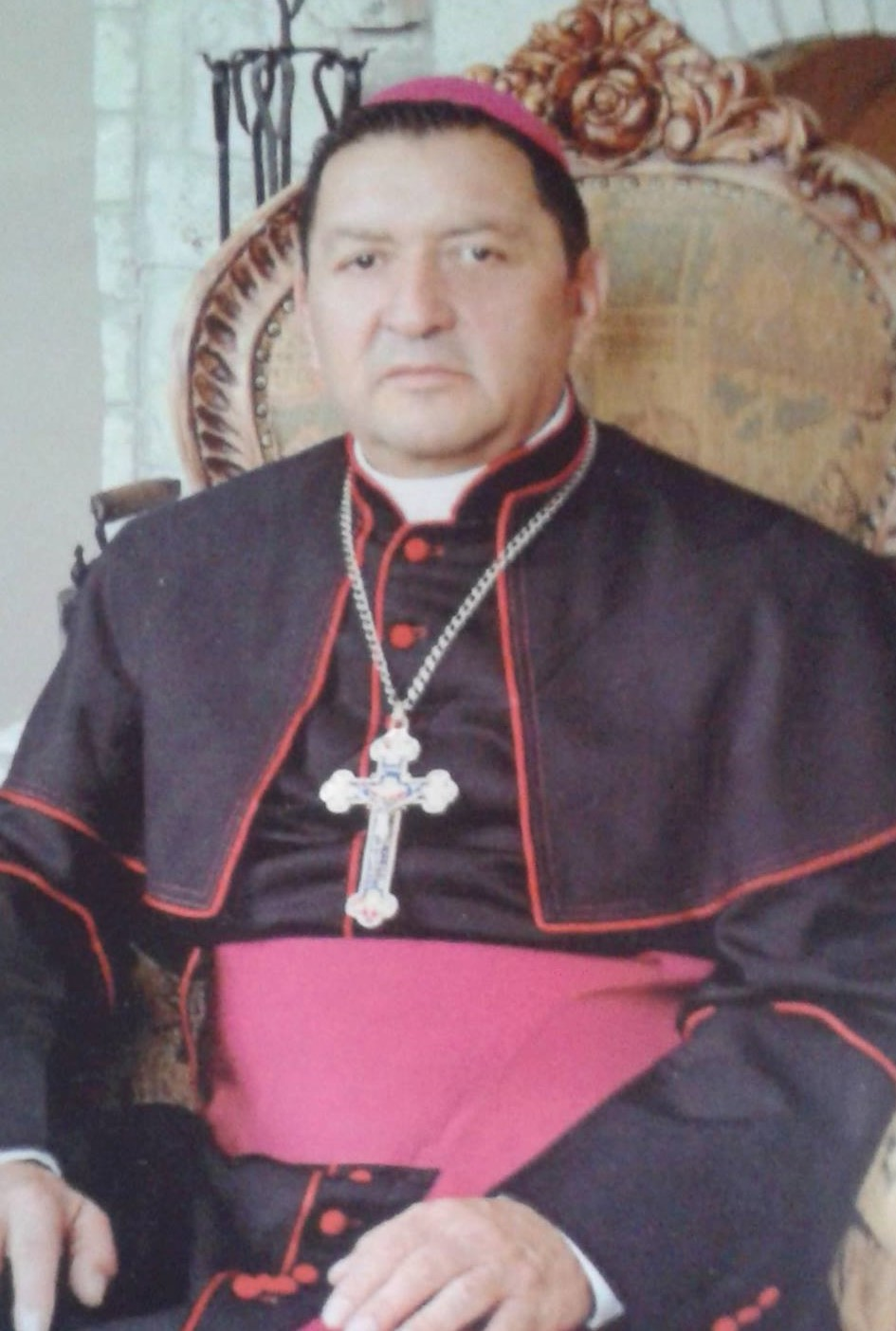
Carlos Aníbal Altamirano (2015).

Carlos Aníbal Altamirano Argüello (* 13. März 1942 in Aloasí; † 25. September 2015) war ein römisch-katholischer Geistlicher und Bischof von Azogues.

## Leben
Carlos Aníbal Altamirano Argüello empfing am 29. Juni 1966 die Priesterweihe.
Papst Johannes Paul II. ernannte ihn am 3. Januar 1994 zum Titularbischof von Ambia und Weihbischof in Quito. Der Erzbischof von Quito, Antonio José González Zumárraga, spendete ihm am 20. Februar desselben Jahres die Bischofsweihe; Mitkonsekratoren waren die Weihbischöfe in Quito Antonio Arregui Yarza und Luis Enrique Orellana Ricaurte SJ.
Am 14. Februar 2004 wurde er zum Bischof von Azogues ernannt.